# Abdul Salam Al-Mukhaini
Abdul Salam Amur Juma Al-Mukhaini (Mascate, 7 aprile 1988 – Mascate, 21 gennaio 2025) è stato un calciatore omanita, di ruolo difensore.

## Carriera
L'8 giugno 2013 passò in prestito alla squadra degli Emirati Arabi Uniti della UAE Arabian Gulf League del Baniyas con la formula del prestito per un anno.